# Gonsbach
Der Gonsbach, in Mainz auch die Gonsbach, ist Teil eines Bachsystems der Stadt Mainz in Rheinland-Pfalz und ein linker Nebenfluss des Rheins.

## Verlauf
Der Gonsbach und seine Zuflüsse durchfließen die Stadtteile Layenhof, Finthen, Gonsenheim und Mombach. Er selbst entsteht in Mainz-Finthen durch den Zusammenfluss von Aubach und Königsbornbach. Der Aubach stellt die größere Wassermenge, ist aber in seiner Wasserqualität bei Normalabfluss als mäßig bis stark verschmutzt zu bezeichnen. In Gonsenheim treten noch geringe Wassermengen aus dem sogenannten Hemelfloss und stärker aus Leichborn und Waschbach in den Hauptlauf ein, welche die Wasserqualität anheben. Es konnten 14 ehemalige untergeordnete Bäche rekonstruiert werden, von denen nachweislich mindestens zwei wichtige Zuflüsse in der Kanalisation abgeleitet werden. Der sogenannte Kirchborn in Finthen wurde zunächst 1892 beim Bau des Bahnhofs für die Dampfbahnlinie zum Teil verrohrt. In den 1960er Jahren wurde die Straße Am Kirchborn angelegt, der Bach verschwand dabei ganz von der Oberfläche.

## Hydrologie
Der Gonsbach ist, seiner Herkunft aus dem überwiegend kalkhaltigen Grundgestein Rheinhessens entsprechend, ein Karbonatbach. Er gehört zu einem seltenen und empfindlichen Gewässertyp der Trockengebiete mit geringer, aber relativ gleichmäßiger Wasserführung (MNQ ≈ 20 l/s im Jahr 1996, ≈ 8 l/s im Jahr 2005) und kurzen Auslaufzeiten der Quellen, die zum Teil von oberflächennahen und daher stark niederschlagsabhängigen schwebenden Grundwasserhorizonten gespeist werden. Aufgrund der klimatischen Veränderungen, d. h. verminderter Grundwasserspeisung, Überbauung von Einzugsgebieten, Effluenz und direkter Beschädigung (Waschbachquelle), nimmt die Abflussmenge in den letzten Jahren ab. Wichtige Zuflüsse wie der Königsborn liegen z. T. ab Juli für mehrere Monate trocken.

## Wassergüte
Der pH-Wert des Gonsbachs variiert zwischen 7,8 und 8,7. Auffällig ist der hohe, geogen bedingte Sulfatgehalt des Wassers (≈ 150 mg/l). Chloridspitzen treten nur während Einleitungen aus dem Kanalsystem auf. Das Wasser zeigt eine hohe Nitratbelastung um 40 mg/l, die vorwiegend aus dem Aubacheinzugsgebiet stammen; entsprechend hoch sind die Gehalte an Nitrit und Ammonium. Eine Belastung mit Pestiziden ist angesichts des Fehlens bestimmter Gruppen von niederen Tieren zu vermuten.

## Renaturierung

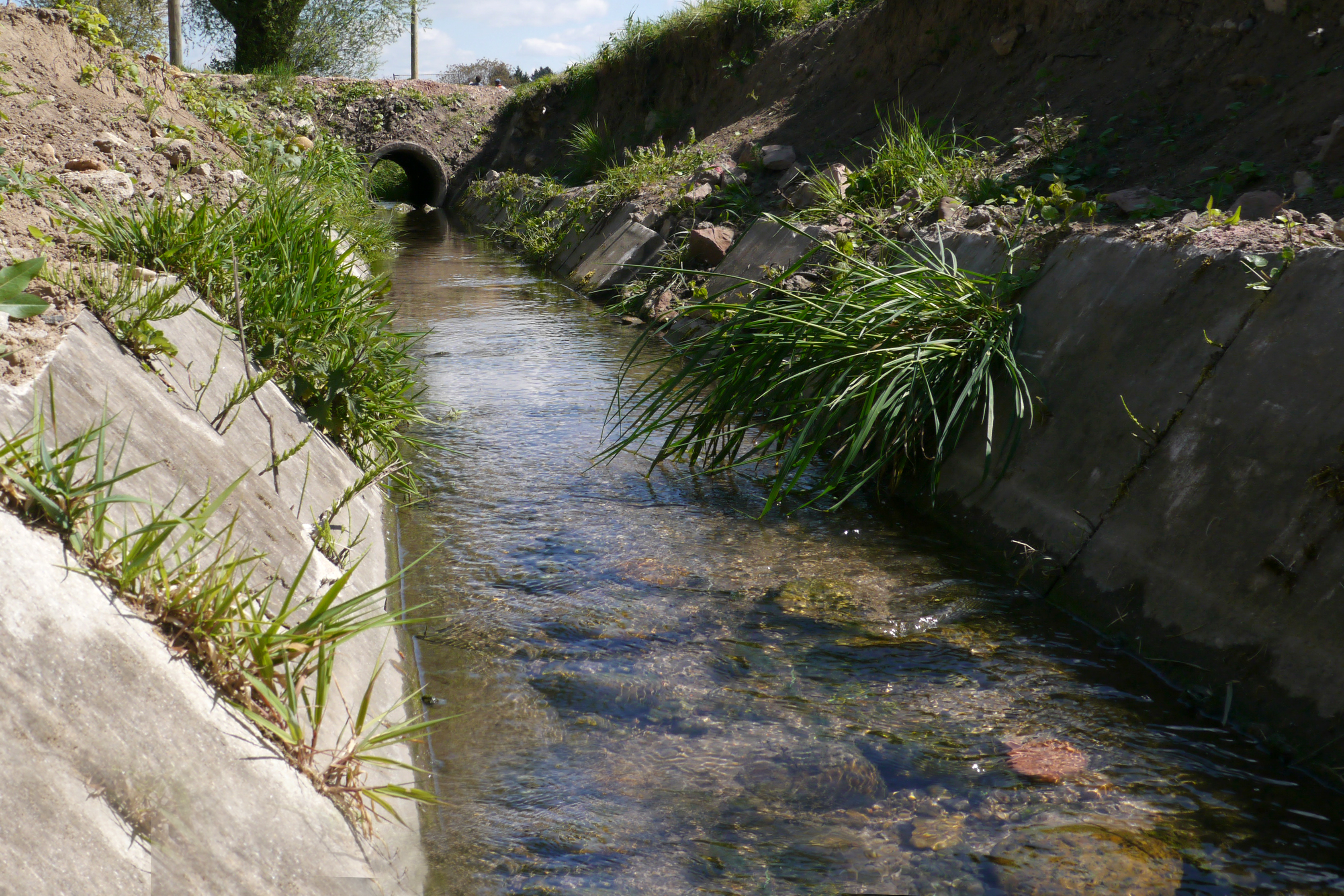
Bachübergang während der Renaturierung 2014 – die Betonhalbschalen sind noch zu erkennen

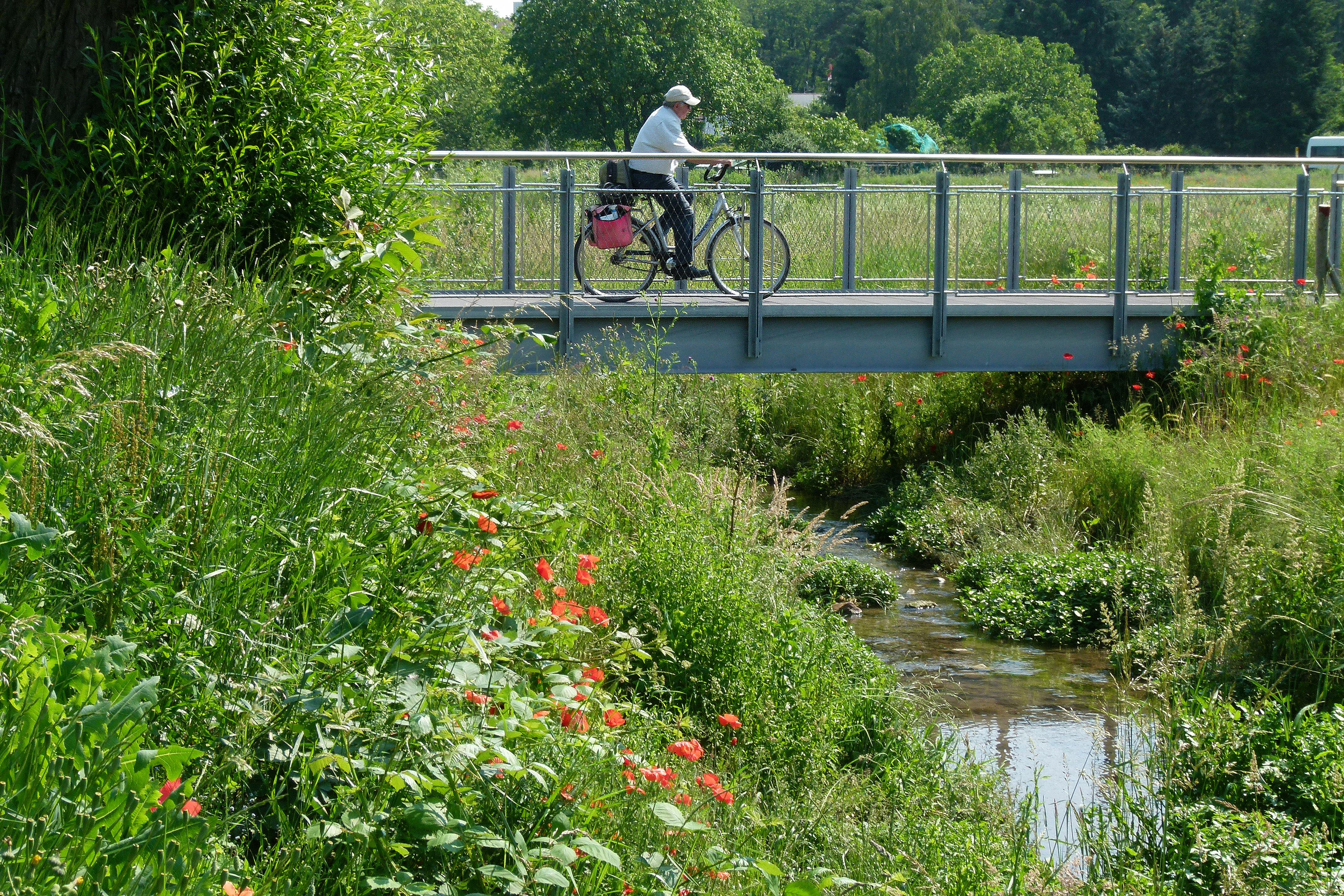
Derselbe Bachübergang 2016 – zwei Jahre nach der Renaturierung

Im Frühjahr 2013 wurden Arbeiten zur Renaturierung des Gonsbachs im Stadtteil Mainz-Gonsenheim gestartet, zunächst auf einer Länge von 1,2 km zwischen Mainzer Straße und dem Rückhaltebecken Lungenberg. Mit den Renaturierungsmaßnahmen reagierte die Stadt Mainz auf die Europäische Wasserrahmenrichtlinie, welche die EU-Mitgliedsstaaten dazu verpflichtet, bis 2015 einen guten Zustand ihrer Gewässer zu erreichen.

## Kultur
- Der Wasserbehälter (Finthen) entstand im Jahr 1900.
- Der Name Gonsbach wurde in den 1960er und 1970er Jahren bundesweit bekannt durch die Gonsbachlerchen. Die 1946 gegründete Gonsbacher Fastnachtergruppe um Josef „Joe“ Ludwig und Herbert Bonewitz wurde zum festen Bestandteil der Fernseh-Gemeinschaftssitzung Mainz bleibt Mainz, wie es singt und lacht.
- Der politische Liedermacher Franz Josef Degenhardt widmete dem Gonsbach den Titel Im Gonsbachtal auf seinem 1977 erschienenen Album Wildledermantelmann.
- Im Verlauf der Gonsbach-Renaturierung wurden Ende 2013 in einem Abwasserbecken am Angelrechweg großflächig oberflächennahe Reste römischer Bauwerke gefunden[4], und zwar mehrere Gebäude sowie eine kreisförmige Arena. Größe und bauliche Qualität der römischen Überreste lassen auf eine militärische Nutzung schließen. Eine größere Kreisstruktur mit 40 m Durchmesser gleicht dabei einer Ovalbahn oder einem Longierplatz im heutigen Pferdesport. Es besteht die Möglichkeit, dass es sich hierbei – auch in Anbetracht der für Tierhaltung günstigen Bachlage samt Auwiesen – um eine Einrichtung für römische Kavalleristen und deren Ausbildung handelte.[5] 2015 wurde die Anlage von den zuständigen Archäologen der Direktion Archäologie Mainz in der Tat als Gestüt aus der Spätantike identifiziert, welches möglicherweise vom in Mogontiacum stationierten Militär betrieben wurde.[6]